# Megalópole Rio-São Paulo

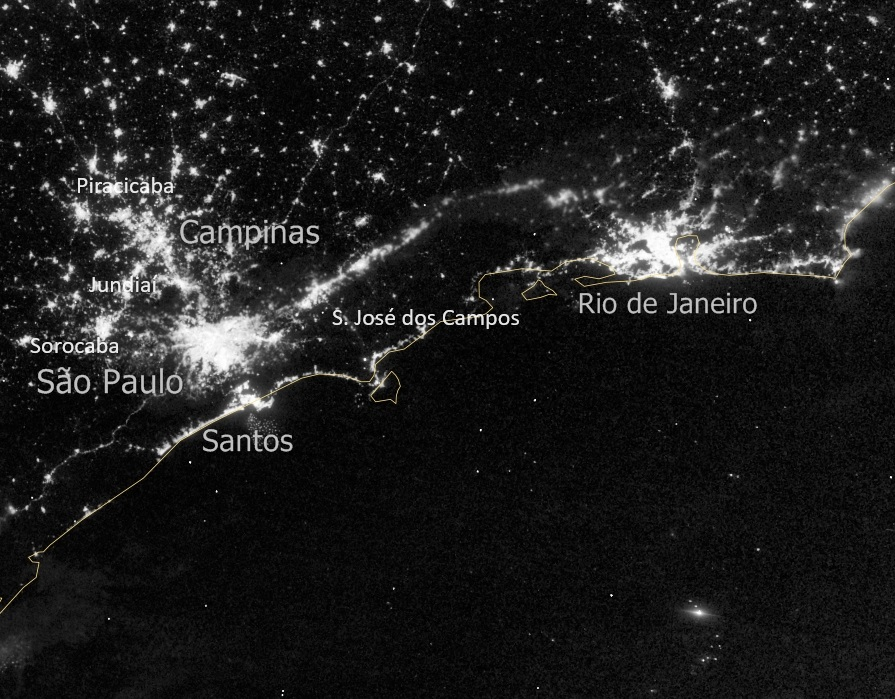
Imagem de satélite da megalópole à noite. O Complexo Metropolitano Expandido paulista está à esquerda e a Região Metropolitana do Rio de Janeiro está à direita.

Megalópole Rio-São Paulo (também chamada Megalópole Brasileira e Megalópole do Sudeste Brasileiro) é o termo usado para se referir ao processo de conurbação existente entre o Complexo Metropolitano Expandido, no estado de São Paulo, e a Região Metropolitana do Rio de Janeiro. Essa megalópole em formação envolve diferentes centros metropolitanos brasileiros (Rio de Janeiro, São Paulo, Campinas, Piracicaba, Jundiaí, Vale do Paraíba, Sorocaba e Baixada Santista) localizados na região sudeste do Brasil; as regiões metropolitanas de Campinas e São Paulo, no entanto, estão em um processo de unificação mais avançado e já formam a primeira macrometrópole do hemisfério sul — o Complexo Metropolitano Expandido — que ultrapassa os 32 milhões de habitantes (aproximadamente 75% da população do estado de São Paulo ou 18% da população brasileira).
Essa área de 82 616 quilômetros quadrados (0,97% do território brasileiro) é composta por 232 municípios de três estados diferentes (Rio de Janeiro, São Paulo e Minas Gerais) a megalópole inclui as
Regiões Metropolitanas (RMs) do Rio e de São Paulo e se estende de Campos dos Goytacazes, no Norte Fluminense, a Campinas, no Interior de São Paulo, passando ainda por Juiz de Fora, na Zona da Mata de Minas Gerais. Nesta região, segundo dados pelo IBGE, vivem cerca de 42 milhões de pessoas, o que representa 23% do total da população brasileira. Entre os principais centros urbanos que compõem a megalópole estão, além de São Paulo e Rio de Janeiro, as cidades de Guarulhos, Campinas, Jundiaí, Piracicaba, Santos, São José dos Campos, Sorocaba, Duque de Caxias, Volta Redonda, Petrópolis, São Gonçalo, Campos dos Goytacazes e Niterói.

## Definição
Ainda há muito debate quanto à existência de uma megalópole brasileira. Existem os livros que afirmam a existência de tal aglomerado urbano, onde estariam no eixo localizado no sudeste, Vale do Paraíba, as regiões metropolitanas de São Paulo e do Rio de Janeiro, interligadas especialmente pela Via Dutra. No entanto, existem outras fontes de informação que adicionam mais uma metrópole à região; algumas citam a Baixada Santista e a região de Sorocaba, outras, Campinas.
Todo esse caos na informação ainda é expandido diante das obras que indicam a inexistência de tal megalópole, ou ainda, que acusam sua existência para então afirmar que de fato não há ligação entre as regiões metropolitanas, que a mesma ainda está em processo de formação, contradizendo-se, assim. Na verdade, entre Rio de Janeiro e São Paulo não se verifica a existência de uma megalópole, mas de um complexo metropolitano.
Essa área é o lar de cerca de 22% da população do país, embora cubra apenas 0,5% de todo o território nacional. A região corresponde, ainda, a 60% de toda produção industrial brasileira.
Naturalmente, esse complexo desempenha funções que o encaixam nesse grau de urbanização, tanto em aspectos culturais, quanto em aspectos financeiros; seus dois principais pólos estabelecem uma forte conexão entre as outras cidades brasileiras e com o restante do planeta.
Porém, pode-se afirmar que já há uma megalópole (ou macrometrópole, conforme a definição da EMPLASA) entre São Paulo e Campinas, caracterizada por uma mancha urbana contínua e forte integração econômica e social. Esta enorme mancha urbana ameaça espalha-se até pólos como Sorocaba, Piracicaba e Baixada Santista. Pelo outro lado, está a atingir São José dos Campos e, daí, seguir sua trajetória até unir definitivamente São Paulo e Rio de Janeiro numa mancha urbana única.

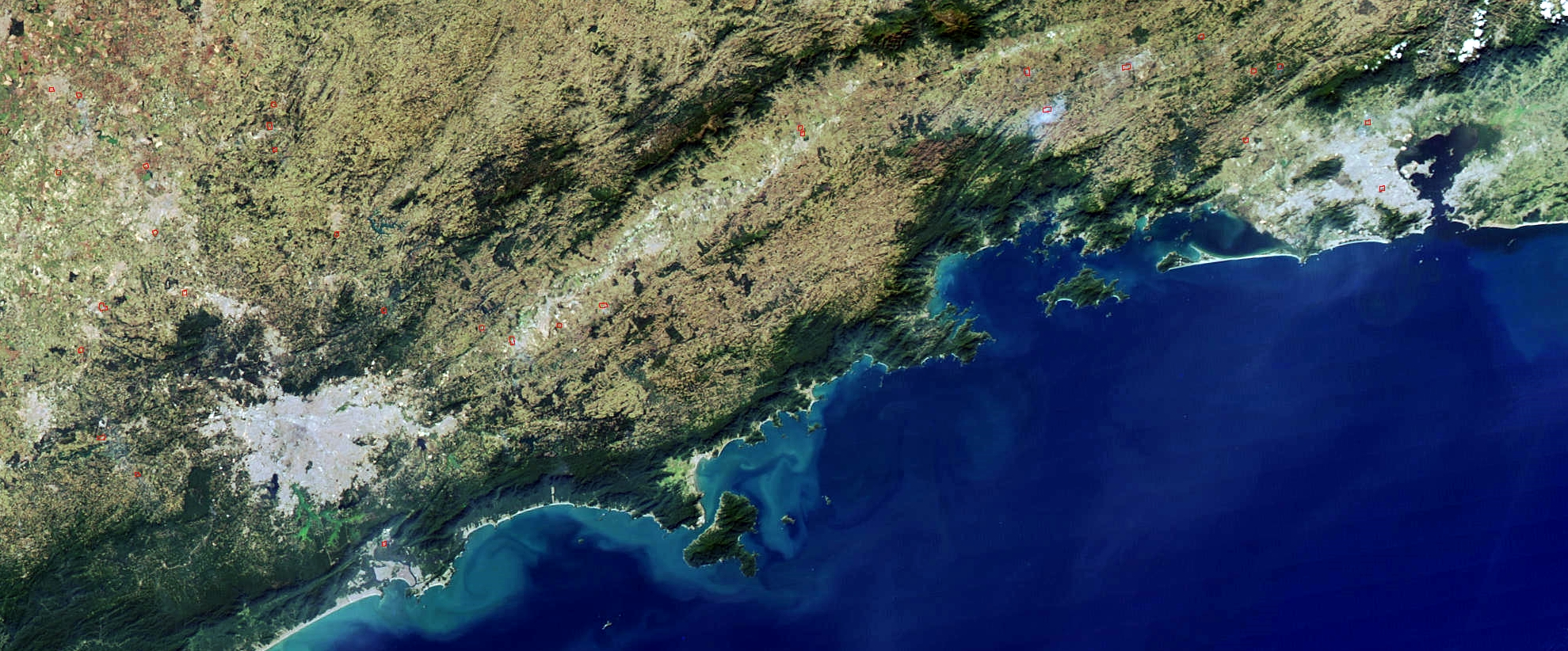
Megalópole Rio-São Paulo